# Jan Poortvliet
Jan Poortvliet (pronunciación en neerlandés: /ˈjɑn ˈpɔːrt.flit/; Arnemuiden, Países Bajos, 21 de septiembre de 1955) es un exjugador y exentrenador de fútbol neerlandés. En su etapa como jugador profesional se desempeñaba como lateral izquierdo.

## Selección nacional
Fue internacional con la selección de fútbol de los Países Bajos en 19 ocasiones y convirtió un gol. Formó parte de la selección subcampeona de la Copa del Mundo de 1978.

### Participaciones en Copas del Mundo
| Mundial                        | Sede      | Resultado  | Partidos | Goles |
| ------------------------------ | --------- | ---------- | -------- | ----- |
| Copa Mundial de Fútbol de 1978 | Argentina | Subcampeón | 6        | 0     |

### Participaciones en Eurocopas
| Copa          | Sede   | Resultado      | Partidos | Goles |
| ------------- | ------ | -------------- | -------- | ----- |
| Eurocopa 1980 | Italia | Fase de grupos | 1        | 0     |

## Clubes

### Como jugador
| Club            | País         | Año       |
| --------------- | ------------ | --------- |
| PSV Eindhoven   | Países Bajos | 1974-1983 |
| Roda JC         | Países Bajos | 1983-1984 |
| Nîmes Olympique | Francia      | 1984-1987 |
| Royal Antwerp   | Bélgica      | 1987-1988 |
| AS Cannes       | Francia      | 1988-1989 |
| Eendracht Aalst | Bélgica      | 1989-1990 |
| VCV Zeeland     | Países Bajos | 1990-1992 |

### Como entrenador
| Club              | País         | Año       |
| ----------------- | ------------ | --------- |
| RBC Roosendaal    | Países Bajos | 1996-1997 |
| FC Den Bosch      | Países Bajos | 2000-2001 |
| Telstar           | Países Bajos | 2002-2005 |
| Helmond Sport     | Países Bajos | 2007-2008 |
| Southampton       | Inglaterra   | 2008-2009 |
| FC Eindhoven      | Países Bajos | 2009-2010 |
| Telstar           | Países Bajos | 2010-2012 |
| FC Den Bosch      | Países Bajos | 2012-2013 |
| Qingdao Red Lions | China        | 2016      |

## Palmarés

### Como jugador

#### Campeonatos nacionales
| Título                   | Club          | País         | Año  |
| ------------------------ | ------------- | ------------ | ---- |
| Copa de los Países Bajos | PSV Eindhoven | Países Bajos | 1974 |
| Eredivisie               | PSV Eindhoven | Países Bajos | 1975 |
| Eredivisie               | PSV Eindhoven | Países Bajos | 1976 |
| Copa de los Países Bajos | PSV Eindhoven | Países Bajos | 1976 |
| Eredivisie               | PSV Eindhoven | Países Bajos | 1978 |

#### Copas internacionales
| Título          | Club          | Sede                     | Año  |
| --------------- | ------------- | ------------------------ | ---- |
| Copa de la UEFA | PSV Eindhoven | Eindhoven (Países Bajos) | 1978 |

### Como entrenador

#### Campeonatos nacionales
| Título         | Club         | País         | Año  |
| -------------- | ------------ | ------------ | ---- |
| Eerste Divisie | FC Den Bosch | Países Bajos | 2001 |